# Alistair Burt
Alistair James Hendrie Burt (né le 25 mai 1955) est un homme politique britannique qui est député de North East Bedfordshire de 2001 à 2019. Il est auparavant député de Bury North dans le Grand Manchester de 1983 à 1997 . Il est sous-secrétaire d'État parlementaire puis ministre d'État au ministère de la Sécurité sociale de 1992 à 1997, et sous-secrétaire d'État parlementaire au ministère des Affaires étrangères et du Commonwealth de 2010 à 2013 et ministre d'État au ministère de la Santé de mai 2015 à juillet 2016.
En septembre 2020, il a été nommé Pro-Chancelier de l'Université de Lancaster, succédant à Lord Liddle .

## Jeunesse et éducation
Alistair Burt est né à Bury, Lancashire, et fait ses études à la Bury Grammar School  où il est nommé préfet en chef en 1973. Il étudie la jurisprudence au St John's College d'Oxford et obtient son diplôme en 1977. Alors qu'il est étudiant à Oxford, Burt assiste au débat télévisé de 1975 Une question d'Europe portant la tenue française stéréotypée d'un béret et d'une chemise à rayures,. Il est élu président de l'Oxford Law Society en 1976. Il est stagiaire chez Slater Heelis & Co. de Manchester en 1978, devenant avocat chez Watts Vallence & Vallence en 1980 où il reste jusqu'en 1983.

## Début de carrière parlementaire
Burt est élu conseiller du conseil municipal de Haringey en 1982 et quitte le conseil en 1984 . Il se présente pour le nouveau siège de Bury North aux élections générales de 1983 au cours desquelles il est élu député conservateur avec une majorité de 2 792 voix. Il occupe le siège jusqu'en 1997 et est réélu au parlement à nouveau en 2001.
Au Parlement Alistair Burt est le Secrétaire parlementaire privé (PPS) du secrétaire d'État à l'environnement Kenneth Baker en 1985, il reste comme PPS de Baker dans son poste de secrétaire d'État à l'éducation et à la science à partir de 1986 et dans son poste de Chancelier du duché de Lancastre de 1989 à 1990 . Après les élections générales de 1992 Burt est promu au gouvernement de John Major comme sous-secrétaire d'État parlementaire au ministère de la Sécurité sociale où il reste jusqu'en 1995, date à laquelle il est promu au rang de ministre d'État au même ministère. Il est l'un des nombreux ministres qui perdent leur siège aux élections générales de 1997 et est battu par David Chaytor du Labour par 7 866 voix. De 1997 à 2001, il travaille pour la société de recrutement de cadres Whitehead Mann GKR .

## Années d'opposition
Alistair Burt est réélu au parlement lors des élections générales de 2001 pour le siège conservateur très sûr du Bedfordshire North East, précédemment représenté au parlement par l'ancien procureur général Nicholas Lyell qui a pris sa retraite. Burt est élu avec une majorité de 8 577 voix et est nommé porte-parole de l'opposition sur l'éducation et les compétences sous William Hague en 2001, avant de devenir PPS du chef de l'opposition Iain Duncan Smith en 2002. L'année suivante, Burt continue comme PPS au nouveau chef Michael Howard .
Après les élections générales de 2005, il est porte-parole sur les affaires du gouvernement local et les communautés . En janvier 2008, Burt est promu whip en chef adjoint et vice-président du Parti conservateur avec la responsabilité du développement interne.
Burt est un ancien responsable des Amis conservateurs d'Israël, poste qu'il quitte en entrant au gouvernement en tant que ministre du ministère des Affaires étrangères et du Commonwealth. En décembre 2008, il dirige une réunion de groupe multipartite avec la Croix-Rouge pour faire campagne pour les droits de visite de l'otage israélien Gilad Shalit . Il est membre du Conseil politique de la Henry Jackson Society . Il est également cofondateur et premier président de The Enterprise Forum, une organisation créée en 1997 pour faciliter les discussions sur la politique entre la communauté des affaires et le Parti conservateur. Il est vice-président du Tory Reform Group .

## Au GouvMinistère Cameron-Clegg

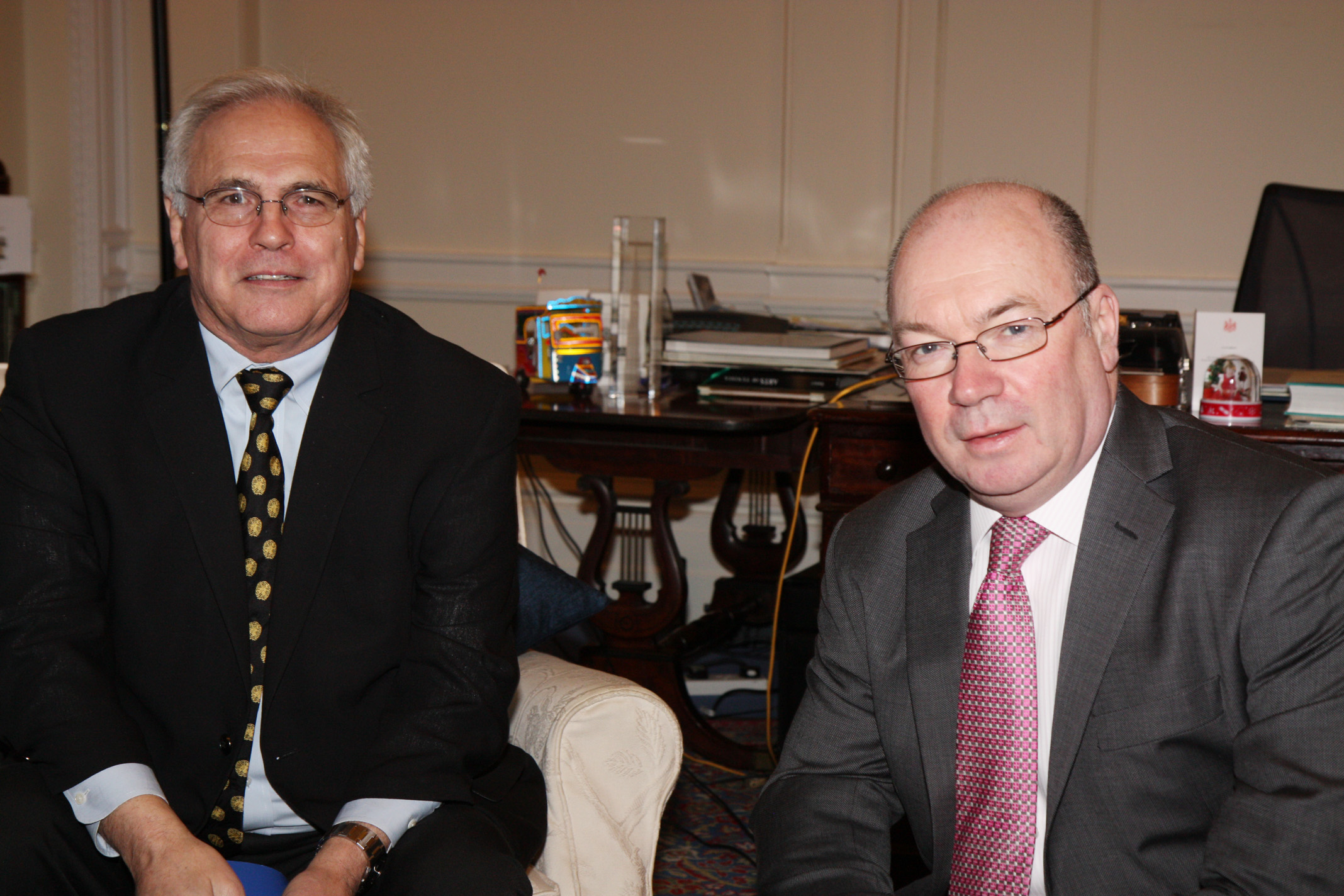
Burt (à droite) avec Christopher WS Ross en 2009

Burt est nommé sous-secrétaire d'État parlementaire au ministère des Affaires étrangères et du Commonwealth (FCO) le 14 mai 2010 . Il s'y occupe de la supervision de la politique anglo-syrienne pendant trois ans au début de la guerre civile syrienne , et de la gestion des questions israéliennes pour le gouvernement aux Nations Unies  Il démissionne le 7 octobre 2013 .
Après avoir démissionné du FCO, Burt est nommé conseiller privé le 16 octobre 2013  et en décembre de la même année, il est nommé commissaire de la Commission internationale des personnes disparues .
En tant qu'ancien ministre, il dit que le vote parlementaire contre l'action militaire en Syrie était un mauvais précédent, et il vaudrait mieux que le gouvernement prenne de telles décisions à l'avenir par une "action exécutive" . En juin 2014, Burt qualifie le manque d'intervention en Syrie de "désastre" .

## Ministère Cameron
Après la victoire des conservateurs aux élections générales de 2015 au Royaume-Uni le 11 mai, Burt revient au gouvernement en tant que ministre d'État chargé des Affaires communautaires et sociales au ministère de la Santé.
En tant que ministre d'État chargé de la protection communautaire et sociale, il annonce le 17 juillet 2015 que la mise en œuvre du plafond des frais de soins serait reportée à avril 2020 . L'introduction du plafond avait été adoptée dans le cadre de la loi sur les soins de 2014 sous le gouvernement de coalition, et la mise en œuvre de cette partie de la loi à partir de 2016 avait été acceptée par tous les principaux partis politiques lors des élections générales de 2015.
En juillet 2016, Burt quitte ses fonctions ministérielles, précisant que sa démission n'est pas liée au Brexit .
Lors du remaniement de Theresa May après les élections de 2017, Burt reprend son ancien poste au ministère des Affaires étrangères avec celui de ministre du ministère du Développement international. Burt a démissionne du gouvernement en votant pour l'amendement d'Oliver Letwin le 25 mars 2019.
Burt défend l'implication britannique dans l'Offensive au Yémen menée par l'Arabie saoudite contre les chiites Houthis . Il déclare que le Royaume-Uni "reste déterminé à aider l'Arabie saoudite à répondre à ses besoins légitimes en matière de sécurité" .
Le 3 septembre 2019, Burt rejoint 20 autres députés conservateurs rebelles pour voter contre le gouvernement conservateur de Boris Johnson . Les députés rebelles votent avec l'opposition contre une motion conservatrice qui a par la suite échoué, et sont exclus du groupe conservateur  siégeant comme indépendants . Burt décide de ne pas se représenter aux prochaines élections générales. Il est réadmis au groupe conservateur aux côtés de neuf autres députés le 29 octobre, avant l'élection générale.

## Vie privée
Burt épouse Eve Alexandra Twite en 1983 à Haringey. Sa femme travaille comme son directeur de bureau parlementaire. Burt est un chrétien pratiquant  fréquentant l'église de St Mary, Wootton avec sa femme . 